# کلاته تیمور
کلاته تیمور روستایی از توابع بخش بررود شهرستان کوهسرخ در استان خراسان رضوی است و در دهستان بررود قرار دارد. و براساس سرشماری سال ۱۳۸۵ جمعیت آن ۱۵۳ نفر (۳۸ خانوار) است.